# Campoletis septentrionalis
Campoletis septentrionalis là một loài tò vò trong họ Ichneumonidae.